# جوزيف باتريك ماكدونل
جوزيف باتريك ماكدونل (بالإنجليزية: Joseph Patrick McDonnell)‏ هو صحفي أمريكي، ولد في 27 مارس 1846 في دبلن في جمهورية أيرلندا، وتوفي في 20 يناير 1906.